# Meladema lanio
Meladema lanio (лат.) — вид жуков из семейства плавунцы (Dytiscidae). Является эндемиком острова Мадейра (Португалия).

## Описание
Жуки длиной 17,5-21 мм темно-красновато-коричневого или жёлтого цвета. Окраска ног варьирует от желтовато-коричневой до чёрной.
Обитают в горных постоянных водотоках и оросительных каналах — левадах. Вид включён в список уязвимых видов со статусом VU (уязвимый).